# Petroșani, Constanța
Petroșani (în trecut Chioseler, în turcă Köseler) este un sat în comuna Deleni din județul Constanța, Dobrogea, România. La recensământul din 2002 avea o populație de 614 locuitori.